# Clorofluorocarburo
Los clorofluorocarburos (CFC), clorofluorocarbonos o gases clorofluorocarbonados son derivados de los hidrocarburos saturados obtenidos mediante la sustitución de átomos de hidrógeno por átomos de flúor y/o cloro principalmente.
Los CFC, son una familia de gases que se emplean en diversas aplicaciones, principalmente en la industria de la refrigeración, y de propelente de aerosoles. Están también presentes en aislantes térmicos.  Los CFC tienen una gran persistencia en la atmósfera, de 51 a más o menos 200 años.  Con el paso del tiempo alcanzan la estratosfera, donde se disocian por acción de la radiación ultravioleta, liberando el cloro y este, comienza con el proceso de destrucción de la capa ozono.  CFC es el nombre genérico de un grupo de compuestos que contienen cloro, flúor y carbono, utilizados como agentes que producen frío y como gases propulsores en los aerosoles . Sus múltiples aplicaciones, su volatilidad y su estabilidad química provocan su acumulación en la alta atmósfera, donde su presencia, es causante de la destrucción de la capa protectora de ozono.

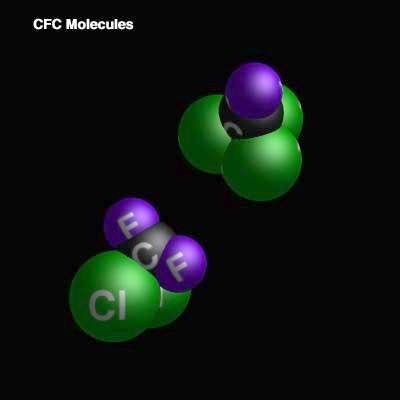
Moléculas de CFC obtenidas por la sustitución de átomos de hidrógeno por átomos de flúor o cloro

Actualmente se sabe que la aparición del "agujero" de ozono sobre la Antártida sureste, a comienzos de la primavera austral, está relacionada con la fotoquímica de los CFC presentes en diversos productos comerciales (freón, aerosoles, pinturas, etc). 

## Tipos de CFC según su comercialización
- El CFC-12 es un gas a temperatura ambiente. Hasta hace poco, se utilizó extensamente en acondicionadores de aire de automóviles, de donde eran liberados a la atmósfera durante su uso y servicio. Actualmente se utiliza un equipo especial para capturar los CFC (y sus modernos sustitutos) cuando los acondicionadores de aire de los coches han finalizado su servicio.

Después de la Primera  Guerra Mundial se descubrió que vaporizando el CFC-12 en estado líquido, este podía utilizarse para crear burbujas en plásticos de espuma rígidos. Las diminutas burbujas embebidas de CF2Cl2 hacen que estos productos sean buenos aislantes térmicos, ya que este gas es un pobre conductor de calor. Sin embargo, el CFC-12 se libera inmediatamente durante la formación de las láminas de espuma, como las bandejas blancas utilizadas para envasar productos de carne fresca, y anteriormente para contener hamburguesas en restaurantes de comida rápida.
- El compuesto CFCl3, llamado CFC-11, es un líquido que hierve a temperatura cercana a la ambiental. El CFC-11 se utilizó para formar agujeros en productos de espuma blanda, como almohadas, alfombras acolchadas, cojines y asientos y rellenos en coches. Este compuesto también ha sido aplicado para hacer productos de espumas de uretano rígido usados como aislantes en neveras, congeladores y en algunos edificios. La utilización de productos de espumas aislantes aumentó en el último cuarto de siglo debido al interés con respecto a la conservación de energía.

- El otro CFC que origina gran preocupación ambiental es el 1,2-dicloro-1,1,2,2-tetrafluoroetano, llamado CFC-114. Este compuesto ha sido utilizado ampliamente para limpiar la grasa, el pegamento y los residuos de soldadura en paneles de circuito electrónicos después de su fabricación, consumiéndose cerca de 2 kilogramos por metro cuadrado. Muchos fabricantes han cambiado sus procesos de fabricación con el fin de no utilizar ningún tipo de líquido de limpieza. Los CFC no poseen ningún sumidero troposférico de tal manera que todas sus moléculas ascienden a la estratosfera. Este proceso de transporte vertical en la atmósfera no está afectado por el hecho de que la masa de estas moléculas sean mayor que la masa promedio del nitrógeno y del oxígeno en le aire, ya que la fuerza diferencial de gravedad es mucho menor que la debida a la de las constantes colisiones de otras moléculas que aleatorizan las direcciones de moléculas, incluso las pasadas. Mediante este transporte, las moléculas de CFC, finalmente, migran a las partes medias y altas de la estratosfera donde hay suficiente UV-C de la luz solar aún no filtrada para descomponer fotoquímicamente dichas moléculas, liberando de este modo átomos de cloro.

- El tetracloruro de carbono, CCl4, es una sustancia disminuidora de ozono (SDO). Comercialmente, se ha utilizado como disolvente y como intermedio en la fabricación de CFC-11 y CFC-12, perdiéndose cierta cantidad hacia la atmósfera durante su producción. Su aplicación como disolvente en la limpieza en seco ha sido interrumpido en la mayor parte de los países desarrollados, aunque hasta muy recientemente su práctica aún continuaba en muchos otros países.

- El metilcloroformo, CH3--CCl3, o 1,1,1- tricloroetano, fue producido en grandes cantidades y utilizado en la limpieza de metales, de tal manera que una gran parte se liberó a la atmósfera. Aunque, cerca de la mitad de esta cantidad ha sido eliminada de la troposfera por reacción con el radical hidroxilo, el resto sobrevive suficiente tiempo como para migrar hacia la estratosfera. En la actualidad el metilcloroformo y el tetracloruro de carbono contribuyen, conjuntamente, en cerca de la mitad de la contribución de los CFC al cloro de la estratosfera.

## Degradación de la capa de ozono
Se ha propuesto que el mecanismo a través del cual los CFC atacan la capa de ozono es una reacción fotoquímica: al incidir la luz sobre la molécula de CFC, se libera un átomo de cloro con un electrón libre, denominado radical cloro, muy reactivo y con gran afinidad por el ozono, que rompe la molécula  este último. La reacción sería catalítica; la teoría propuesta estima que un solo átomo de cloro destruiría hasta 100 000 moléculas de ozono. Algunos alegan que CFC permanece durante más de cien años en las capas altas de la atmósfera, donde se encuentra el ozono, pero esto es imposible dado que las moléculas de CFC tienen un peso molecular que varía entre 121,1 y 137,51 mientras que la densidad de la atmósfera es 29.01, por lo que las escasas moléculas de Freones que llegan hasta la estratósfera caen en poco tiempo de regreso hacia tierra.
Los estudios de Fatbian, Borders y Penkett (ref: P.Fabian, R. Borders, S.A. Penkett, et al., “Halocarbons in the Stratosphere.” Nature, pp. 733-736) demostraron que los Freones F-11 y F-12 alcanzaban un máximo de 29 a 32 km de altura, en donde sus concentraciones varían entre 0,1 a 10 ppb (partes de billón). Considerando que la energía necesaria para que la radiación UV disocie a la molécula de CFC tiene que ser igual o mayor que la de la banda UV-C (286-40 nanómetros), y esta radiación es totalmente absorbida por el oxígeno más arriba de los 45 km de altura, la radiación necesaria para disociar a los CFC no llega hasta la altura donde se encuentran las primeras moléculas.
En 1987 se firmó un acuerdo internacional, el Protocolo de Montreal relativo a las sustancias destructoras de la capa de ozono”, para controlar la producción y el consumo de sustancias que destruyen el ozono. En este protocolo se estableció el año 1996 como fecha límite para abandonar totalmente la producción y el consumo de clorofluorocarburos en los países desarrollados. Los países en vías de desarrollo disponen de 10 años más para el cumplimiento de este requisito. También se establecieron controles para los haluros, el tetracloruro de carbono, el 1,1,1-tricloroetano (metil cloroformo), los hidroclorofluorocarburos (HCFC), los hidrobromofluorocarburos (HBFC) y el bromuro metílico. Estos productos químicos solo se permiten para usos esenciales y siempre que no existan alternativas técnica y económicamente viables.
Por añadidura, la eficacia de la destrucción del ozono aumenta si están presentes nubes estratosféricas. Esto sucede solo en el frío de la noche polar, cuando las temperaturas descienden a menos de 200 K y, en el Antártico, a 180 K o menos. En la primavera antártica, fundamentalmente en octubre y noviembre, se han registrado cantidades de ozono notablemente reducidas y menguantes desde 1975. Este fenómeno se conoce como el agujero de ozono. Cuando el sol regresa, la pérdida se recupera rápidamente.

## Riesgos
Los fluorocarburos son, en general, menos tóxicos que los correspondientes hidrocarburos clorados o bromados. Esta menor toxicidad puede deberse a una mayor estabilidad del enlace C-F y, tal vez también, a la menor solubilidad lipoide de las sustancias más fluoradas. Gracias a su bajo nivel de toxicidad, ha sido posible seleccionar fluorocarburos que sean seguros para los usos a los que se destinan. 
En realidad, los hidrocarburos volátiles posen propiedades narcóticas similares a las de los hidrocarburos clorados, aunque más débiles. La inhalación aguda de 2500 ppm de triclorotrifluoretano provoca intoxicación y descoordinación psicomotriz en el ser humano, un efecto que también se observa con concentraciones de 10 000 ppm (1 %) de diclorodifluorometano. La inhalación de diclorodifluorometano a concentraciones de 150.000 ppm (15 %) provoca pérdida de la consciencia. Se han registrado más de 100 muertes relacionadas con la inhalación de fluorocarburos como consecuencia de la pulverización de aerosoles que contenían diclorodifluorometano como propulsor en el interior de una bolsa de papel y su posterior inhalación. El TLV de 1000 ppm establecido por la Conferencia Americana de Higienistas Industriales del Gobierno (ACGIH) no produce efectos narcóticos en el ser humano.
Los fluorometanos y fluoretanos tampoco producen efectos tóxicos, como lesiones hepáticas o renales, por exposición repetida. Los fluoralquenos, como el tetrafluoretileno, el hexafluoropropileno o el clorotrifluoretileno, pueden causar lesiones hepáticas y renales en animales de experimentación tras exposiciones prolongadas y repetidas a las concentraciones apropiadas.
No obstante, la toxicidad aguda de los fluoralquenos es sorprendente en algunos casos. El perfluorisobutileno es un buen ejemplo de ello. Con una CL50 de 0,79 ppm para cuatro horas de exposición en el caso de las ratas, es más tóxico que el fosgeno. Al igual que este último producto, produce edema pulmonar agudo. Por su parte, el fluoruro de vinilo y el fluoruro de vinilideno son fluoralcanos de muy baja toxicidad.
De la misma forma que muchos otros vapores de disolventes y anestésicos utilizados en cirugía, los fluorocarburos volátiles también pueden producir arritmia o parada cardíaca cuando el organismo libera una cantidad anormalmente elevada de adrenalina (como en situaciones de angustia, miedo, excitación o ejercicio violento). Las concentraciones necesarias para producir este efecto son muy superiores a las que se encuentran normalmente en la industria.
En perros y monos, tanto el clorodifluorometano como el diclorodifluorometano provocan rápidamente depresión respiratoria, broncoconstricción, taquicardia, depresión miocárdica e hipotensión a concentraciones de entre un 5 y un 10 %. El clorodifluorometano, al contrario que el diclorodifluorometano, no provoca arritmias cardíacas en monos (aunque sí en ratones) y tampoco reduce la función pulmonar.
Medidas de salud y seguridad. Todos los fluorocarburos sufren descomposición térmica cuando se exponen a la acción de la llama o de metales calentados al rojo. Los productos de la descomposición de los clorofluorocarburos son los ácidos fluorhídrico y clorhídrico, junto con cantidades más pequeñas de fosgeno y fluoruro de carbonilo. Este último compuesto es muy inestable a la hidrólisis y rápidamente se transforma en ácido fluorhídrico y dióxido de carbono en presencia de humedad.
Los estudios de mutagenicidad y teratogenicidad realizados de los tres fluorocarburos más importantes desde el punto de vista industrial (triclorofluorometano, diclorodifluorometano y triclorotrifluoretano), han dado resultados negativos.
El clorodifluorometano (R-22), que en un tiempo se consideró como posible propulsor para aerosoles, resultó ser mutágeno en los estudios de mutagénesis bacteriana. Los estudios de exposición a lo largo de toda la vida aportaron ciertas evidencias de carcinogénesis en ratas macho expuestas a concentraciones de 50.000 ppm (5 %), pero no a concentraciones de 10 000 ppm (1 %). Este efecto no se apreció en ratas hembra ni en otras especies. La Agencia Internacional para la Investigación sobre el Cáncer (IARC) ha clasificado esta sustancia en el Grupo 3 (evidencias limitadas de carcinogénesis en animales). También se obtuvieron ciertas pruebas de teratogenicidad en ratas expuestas a 50.000 ppm (5 %), pero no a 10 000 ppm (1 %), ni en conejos expuestos a concentraciones de hasta 50.000 ppm.
Las víctimas de la exposición a fluorocarburos deben ser evacuadas del área contaminada y recibir un tratamiento sintomático. No se les administrará adrenalina, pues existe la posibilidad de provocar arritmias o parada cardíaca. El daño que hacen los refrigerantes clorados CFC Y HCFC A LA CAPA DE OZONO, MÁS EL ALTO POTENCIAL del calentamiento global que generan la mayoría de los refrigerantes CFC, HCFC, HFC. Hacen que los dueños de los equipos que usan refrigerantes requieran tomar acciones sobre lo que ofrece la industria a favor de la continuidad, de sus instalaciones de refrigeración, en favor del medio ambiente. 

## Alternativas a los CFC
En los últimos años se ha realizado un gran esfuerzo para encontrar alternativas a los CFC.
Dentro de ellas, las más estudiadas han sido los hidroclorofluorcarburos (HCFC) y los hidrofluorcarburos (HFC). Estas moléculas contienen, unidos a los átomos de carbono, átomos de hidrógeno, cloro y/o flúor. Los radicales hidroxilo, presentes en la troposfera, degradan con facilidad los enlaces C--H de estos compuestos. Al mismo tiempo, la presencia de estos compuestos de sustituyentes de Cl y Br les confiere algunas de las ventajosas propiedades de los CFC: baja reactividad y supresión de fuego, buenos aislantes y disolventes y puntos de ebullición adecuados para su empleo en ciclos de refrigeración.
Algunos de los CFC han sido ya sustituidos por estos compuestos. El CHF2Cl (HCFC-22) es un refrigerante que puede sustituir al CCl2F2 (CFC-12) en los compresores de sistemas de aire acondicionados y frigoríficos domésticos. Para la fabricación de aislantes de espumas de poliuretano se pueden emplear CH3CFCl2 (HCFC-141b) o CF3CHCl2 (HCFC-123) en vez de CCl3F (CFC-11).
Las nuevas tecnologías consideran como sustitutos de los CFC a compuestos distintos a los HCFC ni de los HFC. Como propelentes de aerosoles se pueden emplear tanto isobutano como dimetil éter (mezclados con agua para disminuir su inflamabilidad). Análogamente, los hidrocarburos han sustituido a los CFC como agentes para formar burbujas en la fabricación de espumas. Las espumas rígidas, empleadas en el aislamiento de las paredes de los refrigeradores, constituidas en un inicio por CFC-11 y en la actualidad por HCFC-141b, serán reemplazadas en un futuro con paneles rellenos de un material sólido y sellados al vacío. La industria electrónica está sustituyendo a los CFC, empleados como disolventes para limpieza de los circuitos, por limpiadores detergentes acuosos, o está desarrollando nuevos sistemas de impresión que reduzca el número de etapas de limpieza necesarias.
La sustitución de los fluidos empleados en sistemas de aire acondicionado y frigoríficos es más difícil. Existen muchas alternativas en perspectiva. Una de ellas es la aplicación de sustancias ya utilizadas en el pasado para estos fines, como el amoniaco y los hidrocarburos.
Sin embargo, su desarrollo se ha visto frenado por los problemas de corrosión del amoniaco y de inflamabilidad de los hidrocarburos.
Existen en la actualidad sistemas de aire acondicionado que no requieren compresor. Estos se basan en la combinación de un sistema de refrigeración por evaporación y un desecante para secar el aire frío.
Actualmente, no se ha encontrado una alternativa adecuada a los halones, sustancias empleadas para la extinción de incendios en espacios cerrados como oficinas, aviones y tanques militares. Desde que su producción cesó en el año 1994, han estado sometidos a una cuidadosa comercialización, dependiendo del desarrollo de las alternativas. Los halones exhiben una atractiva combinación difícil de igualar de baja reactividad y eficaz supresión de incendios. El CF3I es en la actualidad el candidato más prometedor, ya que al igual que el CF3Br (halón-1301) es lo suficientemente pesado para extinguir fuegos. El enlace C--I se rompe fácilmente por acción de los fotones UV, incluso a nivel del suelo, por tanto el tiempo de vida de la molécula es muy corto.
El cambio, desde una máxima producción de CFC a una sustitución de los mismos, está ocurriendo a mayor velocidad de la que cabría prever hace unos años.

## Reseña histórica
Los CFC surgieron de la necesidad de buscar sustancias no tóxicas que sirvieran como refrigerante para aplicaciones industriales, siendo Thomas Midgley quien descubriera que estos gases eran inocuos para los seres humanos, evitando así miles de intoxicaciones accidentales. Dado que en la época en la que se descubrió el uso de los CFC no existía mucha información sobre el ozono y se desconocían los efectos dañinos de los CFC, el propio Thomas Midgley murió pensando que había hecho un gran servicio a la humanidad.
Los CFC, también conocidos comercialmente como freones, sustituyeron al amoniaco y su uso se propagó principalmente en los aires acondicionados de automóviles, frigoríficos e industrias. A partir de 1950 se empezaron a utilizar como agentes impulsores para atomizadores, en la fabricación de plásticos y para limpiar componentes electrónicos.
Los descubridores de la amenaza que suponía el uso de los CFC fueron el químico estadounidense F. Sherwood Rowland, de la Universidad de California, el químico mexicano Mario J. Molina del Instituto de Tecnología de Massachusetts (MIT) y el neerlandés Paul Crutzen, del Instituto Max Planck de Química de Mainz, Alemania, artífices de estos descubrimientos, quienes el 11 de octubre de 1995 recibieron el Premio Nobel de Química en reconocimiento por sus investigaciones en este campo.
Un claro ejemplo del problema de los CFC, de cómo se desarrolló y se resolvió el conflicto, se encuentra en el libro Miles de millones de Carl Sagan (capítulo 10: "Falta un pedazo de cielo").
Sin embargo, existieron otros expertos que contrajeron la hipótesis de la acción de los CFC sobre el ozono. Un ejemplo es el libro de Rogelio Maduro y Ralph Schauerhammer, "The Holes in the Ozone Scare," publicado en 1992 por 21st Century Science Associates. ISBN 0-9628134-0-0. Este libro divulgativo tuvo en su momento contestación en artículos de revistas y sus argumentos no se corresponden con las evidencias aparecidas en artículos de revistas científicas (revisados y contrastados).
La última gran revisión de los conocimientos sobre el agujero de la capa de ozono fue redactado y revisado por unos 300 científicos y se presentó en Ginebra el 16 de septiembre de 2010, con motivo del Día Internacional de la Preservación de la Capa de Ozono de la ONU.

## Medidas para reducir la emisión de los CFC
1. Evitar consumo de desodorantes en aerosol; sustituyéndolos por los de barra o de bola.
2. Preferir los fijadores de cabellos en gel.
3. Usar desodorantes u otros productos que vienen en envases mecánicos a presión y que no contienen CFC.
4. Evitar los desodorantes ambientales, manteniendo buena ventilación.
5. Tratar de usar insecticidas naturales.
6. Evitar aerosoles para afeitarse; en su lugar usar jabón o crema de afeitar
7. Evitar usar productos que no tengan un sello garantizado de no contener CFC.